# Quintus Fabius Maximus Gurges (Konsul 292 v. Chr.)
Quintus Fabius Maximus Gurges war ein römischer Politiker und Senator. 
Maximus war der Sohn des Quintus Fabius Maximus Rullianus. Er war in den Jahren 292 und 276 v. Chr. Konsul. Sein Beiname Gurges ist wohl mit „Verschwender“ zu übersetzen. Gurges besiegte 290 und 276 v. Chr. die Samniten. Im Jahr 273 v. Chr. führte er die Gesandtschaft Roms an, die zu Ptolemaios II. Philadelphos reiste, um diplomatische Beziehungen zum ägyptischen Ptolemäerreich aufzunehmen. Sein gleichnamiger Sohn war im Jahr 265 v. Chr. Konsul.